# Callerya atropurpurea
Callerya atropurpurea är en ärtväxtart som först beskrevs av Nathaniel Wallich, och fick sitt nu gällande namn av Anne M. Schot. Callerya atropurpurea ingår i släktet Callerya och familjen ärtväxter. Inga underarter finns listade i Catalogue of Life.

## Bildgalleri

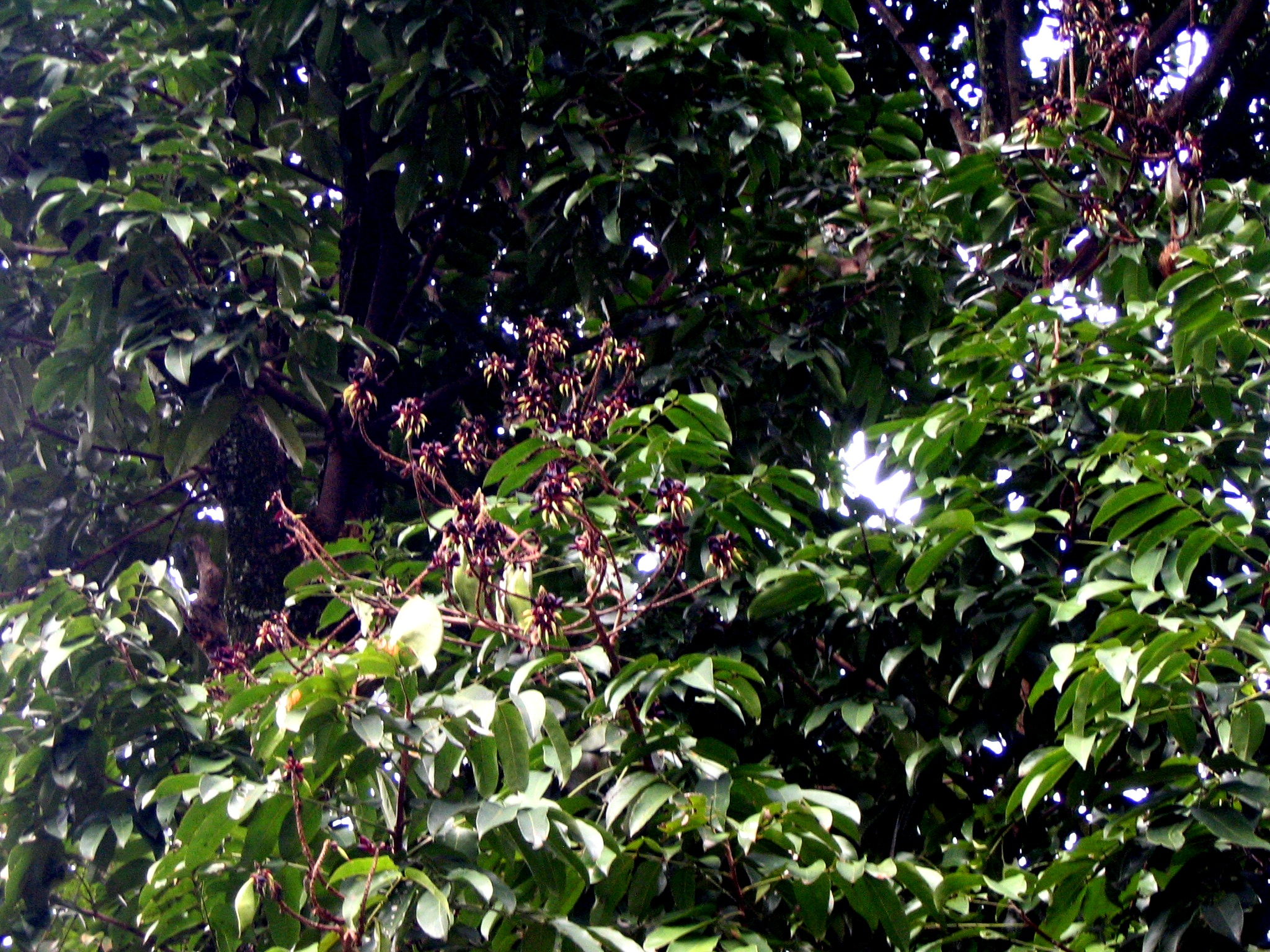
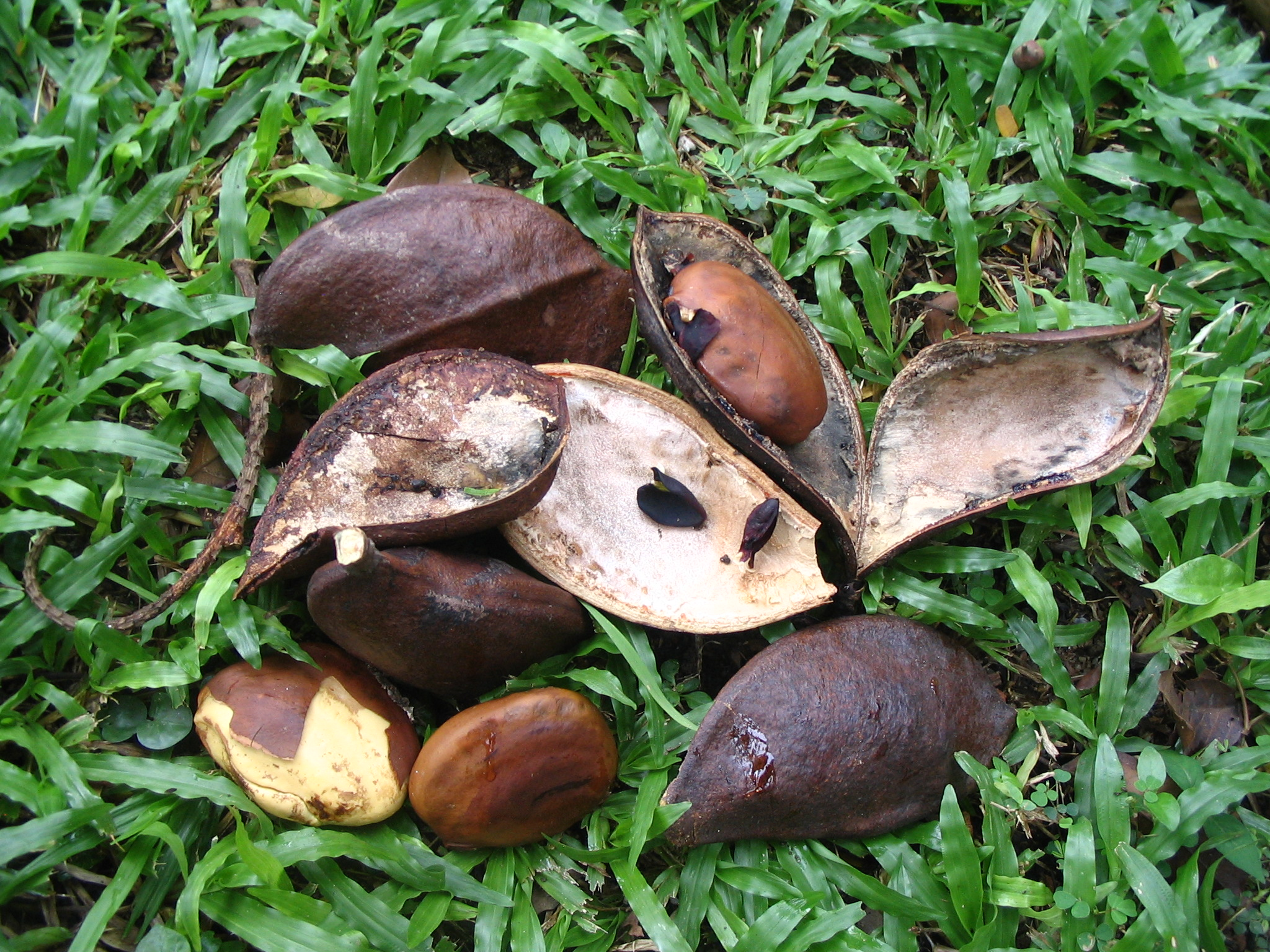
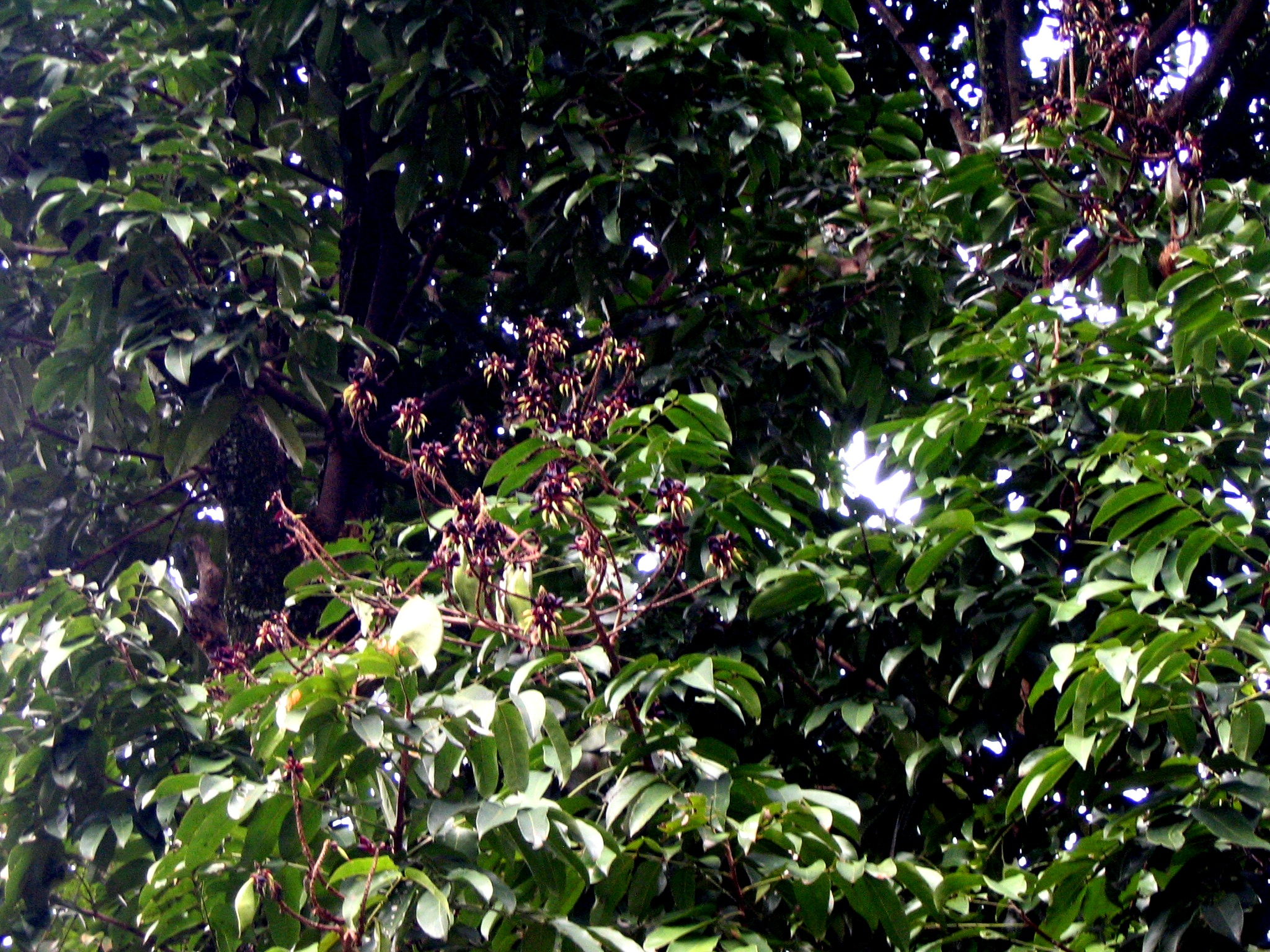